# Кливз, Фрэнсис Вудман
Фрэнсис Вудман Кливз (родился в Бостоне в 1911 году и умер в Нью-Гэмпшире 31 декабря 1995 года) — писатель и историк, который преподавал в Гарвардском университете. Кливз создал школу монгольских исследований в Америке. Он хорошо известен по своей работе над переводом «Сокровенного сказания монголов». В 1941 Кливз стал профессором Гарвардского университета, преподавателем китайского языка на кафедре языков Дальнего Востока. В 1946 Кливз также начал преподавать монгольский язык. Вышел на пенсию в 1980 году, продолжал писать статьи по монгольской истории.

### Статьи
- Cleaves, F. W. The Sino-Mongolian edict of 1453 in The Topkapi Sarayi Müzesị (англ.) // HJAS[англ.]. — 1950. — Vol. 13, no. 3/4. — P. 431—446. — JSTOR 2718063.

- Cleaves, F. W. The Lingǰi of Aruγ of 1340 (англ.) // HJAS[англ.]. — 1964—1965. — Vol. 25. — P. 31—79. — JSTOR 2718338.

- Cleaves, F. W. The Boy and His Elephant (англ.) // HJAS[англ.]. — 1975. — Vol. 35. — P. 14—59. — JSTOR 2718790.

- Cleaves, F. W. The Biography of the Empress Čabi in the Yüan shih (англ.) // HUS. — 1979—1980. — Vol. 3/4. — P. 138—150. — JSTOR 41035823.

- Cleaves, F. W. The Eighteenth Chapter of an Early Mongolian Version of the Hsiao Ching (англ.) // HJAS[англ.]. — 1985. — Vol. 45, no. 1. — P. 225—254. — JSTOR 2718963.